# Miran Maričić
Miran Maričić (Bjelovar, 17 de junio de 1997) es un deportista croata que compite en tiro, en la modalidad de rifle.
Participó en dos Juegos Olímpicos de Verano, obteniendo una medalla de bronce en París 2024 (rifle 10 m) y el sexto lugar en Tokio 2020 (rifle 3 posiciones 50 m).
Ganó una medalla de bronce en el Campeonato Mundial de Tiro de 2018 y tres medallas de bronce en el Campeonato Europeo de Tiro entre los años 2020 y 2025.

## Palmarés internacional
| Juegos Olímpicos   | Juegos Olímpicos         | Juegos Olímpicos  | Juegos Olímpicos |
| Año                | Lugar                    | Medalla           | Prueba           |
| ------------------ | ------------------------ | ----------------- | ---------------- |
| 2024               | París (Francia)          | Medalla de bronce | Rifle 10 m       |
| Campeonato Mundial |                          |                   |                  |
| Año                | Lugar                    | Medalla           | Prueba           |
| 2018               | Changwon (Corea del Sur) | Medalla de bronce | Rifle 10 m       |
| Campeonato Europeo |                          |                   |                  |
| Año                | Lugar                    | Medalla           | Prueba           |
| 2020               | Breslavia (Polonia)      | Medalla de bronce | Rifle 10 m mixto |
| 2022               | Hamar (Noruega)          | Medalla de bronce | Rifle 10 m       |
| 2025               | Osijek (Croacia)         | Medalla de bronce | Rifle 10 m       |